# Klatka błaznów

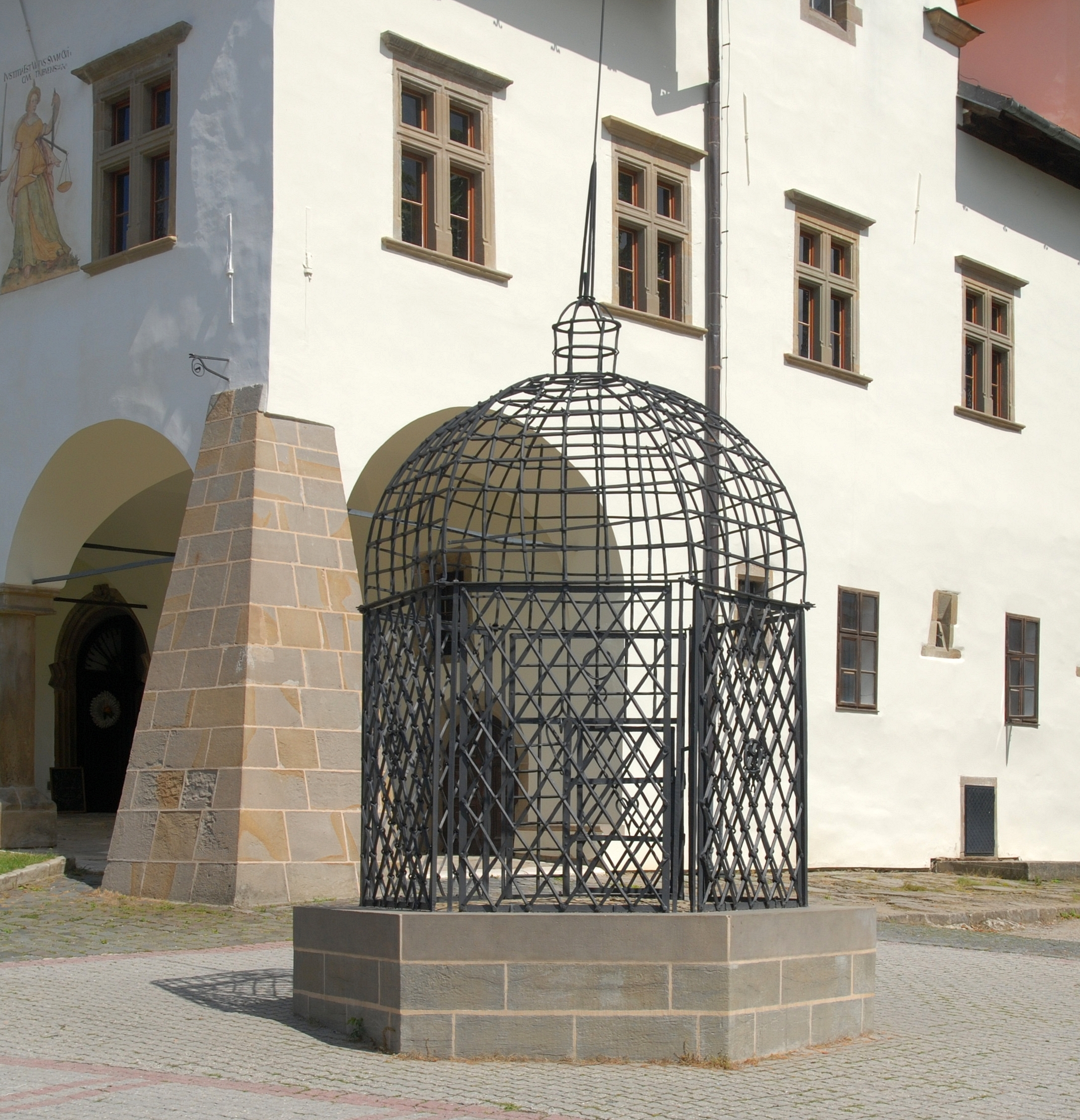
Klatka hańby w Lewoczy na Słowacji na tle ratusza

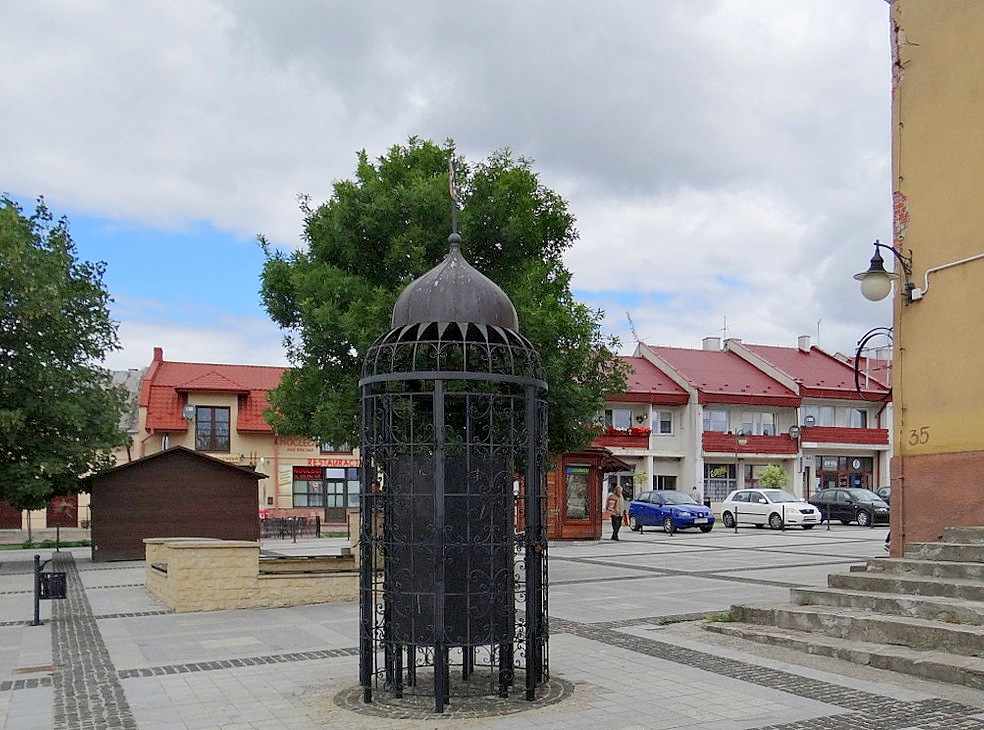
Klatka hańby w Szydłowcu (woj. świętokrzyskie)

Klatka błaznów (inne nazwy klatka hańby, buda, domek wariatów) – metalowa konstrukcja podobna do współczesnych klatek dla ptaków, lecz znacznie większych rozmiarów, co umożliwiało pomieszczenia do kilku osób jednocześnie, wystawiana w miejscach publicznych, najczęściej na rynkach. Klatkę wykorzystywano do wykonywania kary na honorze za drobne przestępstwa i łamanie ogólnie przyjętych norm społecznych, poprzez wystawienie skazańca na widok publiczny zazwyczaj w najbardziej ruchliwym momencie dnia, celem jego ośmieszenia i wywołania u niego poczucia wstydu. Spotykało się również klatkę, której konstrukcja była ruchoma, co umożliwiało wykonywanie nią wielu obrotów przez zgromadzonych gapiów, a siedzącego w niej nieszczęśnika doprowadzało do wymiotów i omdleń. Dodatkowo ciekawska gawiedź mogła skazańca zamkniętego na kilka minut, godzin, rzadziej dni obrzucać wyzwiskami lub różnego rodzaju przedmiotami, na przykład owocami lub warzywami (często zgniłymi).
Nie jest jasne kto „obsługiwał” klatkę – być może robił to nadzorca więzienny, kat lub jego pachołkowie. 

## Klatka błaznów we Wrocławiu
We Wrocławiu klatka błaznów została wystawiona w 1575 na rynku przede wszystkim – jak to określili kronikarze – do karania zakłócających ciszę nocną, pijaków i dopuszczających się „grubiańskich wybryków”. Została ona wybudowana w okolicy dzisiejszego pomnika hrabiego Aleksandra Fredry. Wykonano ją prawdopodobnie w formie ośmiobocznej żelaznej klatki, do której wnętrza prowadził otwór drzwiowy. Przykładowo 19 kwietnia 1578 karą siedzenia w klatce ukarano pewnego nieszczęśnika „z powodu... swawoli”. 13 lutego 1676 wsadzono do niej pewną kobietę, która chodziła po mieście w męskim ubraniu; dodatkowo, aby ośmieszyć skazaną, ściągnięte z niej ubranie powieszono we wnętrzu klatki. Obiekt został usunięty około 1745. 

## Klatki błaznów na Śląsku i Słowacji
W innych miejscowościach na terenie Śląska kroniki wspominają niejednokrotnie o wystawieniu tego typu obiektów (na przykład w Głogowie, czy Świebodzicach). Niestety, do naszych czasów nie przetrwała na ziemiach śląskich ani jedna metalowa klatka hańby. 
Doskonale zachowana klatka błaznów znajduje się w Lewoczy na Słowacji. Służyła do karania kobiet, które chodziły po ulicach miasta po zapaleniu lamp bez towarzystwa mężczyzny.